# Chapter 6: From the Desert Comes a Stranger
"Chapter 6: From the Desert Comes a Stranger" es el sexto episodio de la serie de televisión estadounidense The Book of Boba Fett, que sigue a los cazarrecompensas Boba Fett y Fennec Shand intentando hacerse con el control del imperio criminal de Jabba the Hutt 5 años después de su muerte en Return of los Jedi (1983). El episodio está ambientado en el universo de Star Wars, compartiendo continuidad con The Mandalorian y otros spin-offs como Ahsoka, configurando directamente los eventos de la última serie y la tercera temporada de la serie anterior. Fue escrito por Dave Filoni y Jon Favreau y dirigido por Filoni.
Pedro Pascal protagoniza el episodio como Din Djarin / The Mandalorian. La estrella de la serie Temuera Morrison hace un cameo silencioso como Boba Fett en los momentos finales del episodio, mientras que Timothy Olyphant, Rosario Dawson, Mark Hamill y Corey Burton repiten respectivamente sus papeles como Cobb Vanth, Ahsoka Tano, Luke Skywalker y Cad Bane de los medios anteriores de la franquicia, y aparece Grogu. El rodaje comenzó en noviembre de 2020 y concluyó en junio de 2021. "Chapter 6: From the Desert Comes a Stranger" se estrenó en Disney+ el 2 de febrero de 2022 con críticas positivas.

## Trama
En Tatooine, Cobb Vanth, el comisario de Mos Pelgo, ahora renombrado como Freetown (Pueblo Libre, en español), confronta y dispara a los corredores de especias Pyke que se encontraban robando en el lugar; mata a 3 de ellos y al sobreviviente le manda una advertencia de no volver a su territorio.
Din Djarin vuela a un mundo boscoso para visitar Grogu y es recibido por R2-D2. Mientras Djarin descansa junto a un nuevo templo Jedi en construcción, Luke Skywalker entrena a Grogu para usar la Fuerza. Skywalker ayuda al joven a recordar su hogar y recuerda a sus compañeros Jedi muriendo durante la Orden 66. Djarin encuentra a Ahsoka Tano, quien lo lleva a la ubicación de Grogu. Dado que el vínculo de Grogu con Djarin puede obstaculizarlo, Tano elige entregar el regalo de la Armera al joven, mientras que el Mandaloriano regresa a Tatooine. Con Skywalker y Tano observando, Grogu esquiva los disparos de un control remoto de entrenamiento. 
En el palacio de Boba Fett, Fett, Fennec y sus asociados hablan sobre la escasez de tropas para la guerra que vendrá. Djarin se ofrece a ir a Freetown para reclutar a Vanth y su gente. Con la promesa de ayudar, Vanth despide a Djarin antes de que Cad Bane, un legendario cazarrecompensas y un socio contratado por los Pykes, llegue a la ciudad. Bane le ofrece pagarle más que Fett para luchar con los Pyke, pero Vanth rechaza; se produce un enfrentamiento, donde Bane le dispara tanto al comisario como a su ayudante. Esa noche, Dos Pykes bombardean el Santuario de Mos Espa. En el templo, Skywalker le permite a Grogu elegir el regalo de Djarin y detener su entrenamiento, o el sable de luz de Yoda y ser entrenado como Jedi.

## Producción

### Desarrollo
El episodio fue dirigido por Dave Filoni, quien había colaborado en proyectos anteriores de Star Wars. También se encargó de escribir la serie junto a Jon Favreau. Varios personajes de proyectos anteriores de Star Wars, incluido The Mandalorian, regresan en el episodio. El 11 de junio de 2021, se rumoreaba que Cobb Vanth regresaría luego de su aparición en el estreno de la segunda temporada de The Mandalorian, luego de una recepción positiva de los fanáticos. Sin embargo, no se confirmó hasta el lanzamiento del episodio, junto con el regreso de Grogu.
Otros personajes que regresan son Ahsoka Tano y Luke Skywalker. En el caso de este último, Favreau y Filoni elaboraron una artimaña para mantener en total secreto su aparición en el programa, lo que resultó muy difícil por los riesgos de filtraciones. Los productores también admitieron que para la escena de Ahsoka con Luke, la actriz del primero, Rosario Dawson, no sabía que estaba hablando con el segundo personaje y usó un personaje CGI falso para engañar al equipo. Cad Bane, quien anteriormente estuvo en la serie animada de Star Wars: The Clone Wars y Star Wars Rebels, hace su debut de acción en vivo para la serie con Filoni explicando que "Boba les da una conexión directa con la saga de Star Wars desde que estuvo involucrado en esa historia. Esto crea un buen punto de cruce tanto para los personajes clásicos como para los nuevos. Gran parte de The Mandalorian era nuevo o no se había visto en pantalla. A través de Boba Fett, podemos entretejer algunos de esos personajes e historias usando un personaje que conocemos pero del que no sabemos mucho".

### Casting
Ming-Na Wen y Temuera Morrison repiten brevemente sus papeles protagónicos como Fennec Shand y Boba Fett, respectivamente.
Pedro Pascal protagoniza el episodio como Din Djarin/The Mandalorian.   Timothy Olyphant repite su papel de Cobb Vanth, de The Mandalorian. Otras apariciones especiales incluyen a Grogu, R2D2, Rosario Dawson como Ahsoka Tano, Mark Hamill como Luke Skywalker, Corey Burton como la voz de Cad Bane, David Pasquesi como el mayordomo twi'lek de Mok Shaiz, Jennifer Beals como Garsa Fwip y W. Earl Brown como el cantinero Weequay. Carey Jones interpreta a Black Krrsantan, un cazarrecompensas wookie que apareció anteriormente en las series de Marvel Comics, Star Wars: Darth Vader y Star Wars: Doctor Aphra.  Jordan Bolger y Sophie Thatcher regresan como invitados, como Skad y Drash, respectivamente.  

### Música
Joseph Shirley compuso la partitura musical del episodio, mientras que Ludwig Göransson compuso el tema principal de la serie. Las pistas destacadas se lanzaron el 11 de febrero de 2022, en el segundo volumen de la banda sonora de la primera temporada.

## Recepción
En Rotten Tomatoes, el episodio tiene una calificación de aprobación del 90% según las reseñas de 20 críticos, con una calificación promedio de 7.9/10. El consenso de los críticos del sitio web afirma: ""From the Desert Comes a Stranger" reúne algunas caras conocidas para ofrecer una de las salidas más emocionantes de Star Wars hasta el momento, aunque el propio Boba Fett ya no se siente como la estrella de su propio programa".
En los 74th Primetime Creative Arts Emmy Awards, el episodio fue nominado a Edición de sonido excepcional para una serie de comedia o drama (una hora).